# Barthélémy-François Chardigny
Pour les articles homonymes, voir Chardigny.
Barthélémy-François Chardigny, né le 4 septembre 1757 à Rouen et mort le 3 mars 1813 à Paris, est un sculpteur français.

## Biographie
Barthélémy-François Chardigny est le fils d'un marbrier de Rouen et devient l'élève d'Augustin Pajou à l'École des beaux-arts de Paris. En 1782, il obtient le 1er grand prix de Rome avec La Parabole du Bon Samaritain.
Il travaille à Toulon pour le décor de l’église Saint-Louis, mais sa commande est annulée. Après son séjour à Rome, il se fixe à Aix-en-Provence. Il installe son atelier dans l'ancienne chapelle désaffectée du couvent des pères de la Merci, au no 34 de la rue Cardinale. Toujours en relation avec la ville de Toulon, il obtient une nouvelle commande mais ne respecte pas les délais imposés. Il livre cependant deux statues : La Religion (disparue pendant la Révolution) et La Vierge écrasant le serpent conservé dans la chapelle de l’hôpital maritime de Saint-Mandrier.
À Aix, il obtient les commandes de quatre statues (Henri IV, Louis XVI, Charles III de Provence et le Roi René) pour décorer le nouveau palais de justice dessiné par Claude Nicolas Ledoux. En 1790, une décision de la Législative arrête les travaux et Chardigny brise les moulages, sauf ceux d'Henri IV et du Roi René (musée Granet). La statue d’Henri IV a échappé de peu à la destruction lors de la Révolution. Chardigny détruit le visage du roi laissant ainsi croire qu’il s’agissait d’un simple gentilhomme. Il restaure la tête de la statue sous le Premier Empire.
Il s’impose comme l’un des sculpteurs attitrés de la Révolution en Provence. Selon l'historien Michel Vovelle, son engagement révolutionnaire et sa présence à Aix-en-Provence de 1784 à 1794 laisseraient penser qu’il est l’auteur du Monument à Joseph Sec d'Aix-en-Provence.
En 1795, Barthélémy-François Chardigny s’installe à Marseille et obtient en 1796 la commande d’une statue de La Paix pour l’hôtel de ville. Grâce à l’appui du préfet Charles Delacroix, dont il devient le sculpteur favori, il obtient de nombreuses commandes. Afin d'honorer l'héroïsme des Marseillais durant la peste de 1720, le préfet Delacroix inaugure le 16 septembre 1802 une fontaine de la Peste installée place Estrangin-Pastré  dont l'élément central est une Colonne de la peste provenant des cryptes de l'abbaye Saint-Victor et surmontée du Génie de l'Immortalité sculpté par Chardigny. Cette colonne est transférée en 1839 place Félix-Baret, puis, en 1865, au jardin de la bibliothèque où il est toujours en place. Chardigny figure le Génie de l'immortalité sous la forme d'un enfant joufflu relevant d'une main le flambeau de la vie presque éteinte et couronnant de l'autre le nom des héros qui se dévouèrent lors de l'épidémie de peste de 1720. Leurs noms sont inscrits sur le piédestal. L'original de cette statue est conservé au musée des beaux-arts de Marseille.
La fontaine sculptée par Dominique Fossati et implantée sur la place du Général-de-Gaulle (ex place de la Tour) en 1778, est ornée en 1802 à la demande de Delacroix de deux bas-reliefs sculptés par Chardigny : ils représentent La Pêche et La Cueillette des olives. Cet édifice appelée parfois « fontaine du commerce » sera déplacée en 1825 à l'intersection du boulevard Gambetta et du boulevard d'Athènes, puis au centre de la place des Capucines. Les deux bas-reliefs de Chardigny seront exposés au musée des beaux-arts à Marseille,.
En 1807, le sculpteur demeure au 3, rue Haxo à Marseille. En 1808, il est accusé d’avoir détourné de l’argent alors qu’il était chargé de la comptabilité de convois militaires en 1800. Sommé de s’expliquer devant la cour criminelle de la Seine, il quitte Marseille et son atelier est placé sous scellés jusqu’en juin 1809. Ses affaires réglées, il travaille au palais du Louvre où il taille deux bas-reliefs pour l’escalier nord. Il meurt le 3 mars 1813 d’une chute de son échafaudage au Louvre.

## Galerie

Œuvres de Barthélémy-François Chardigny
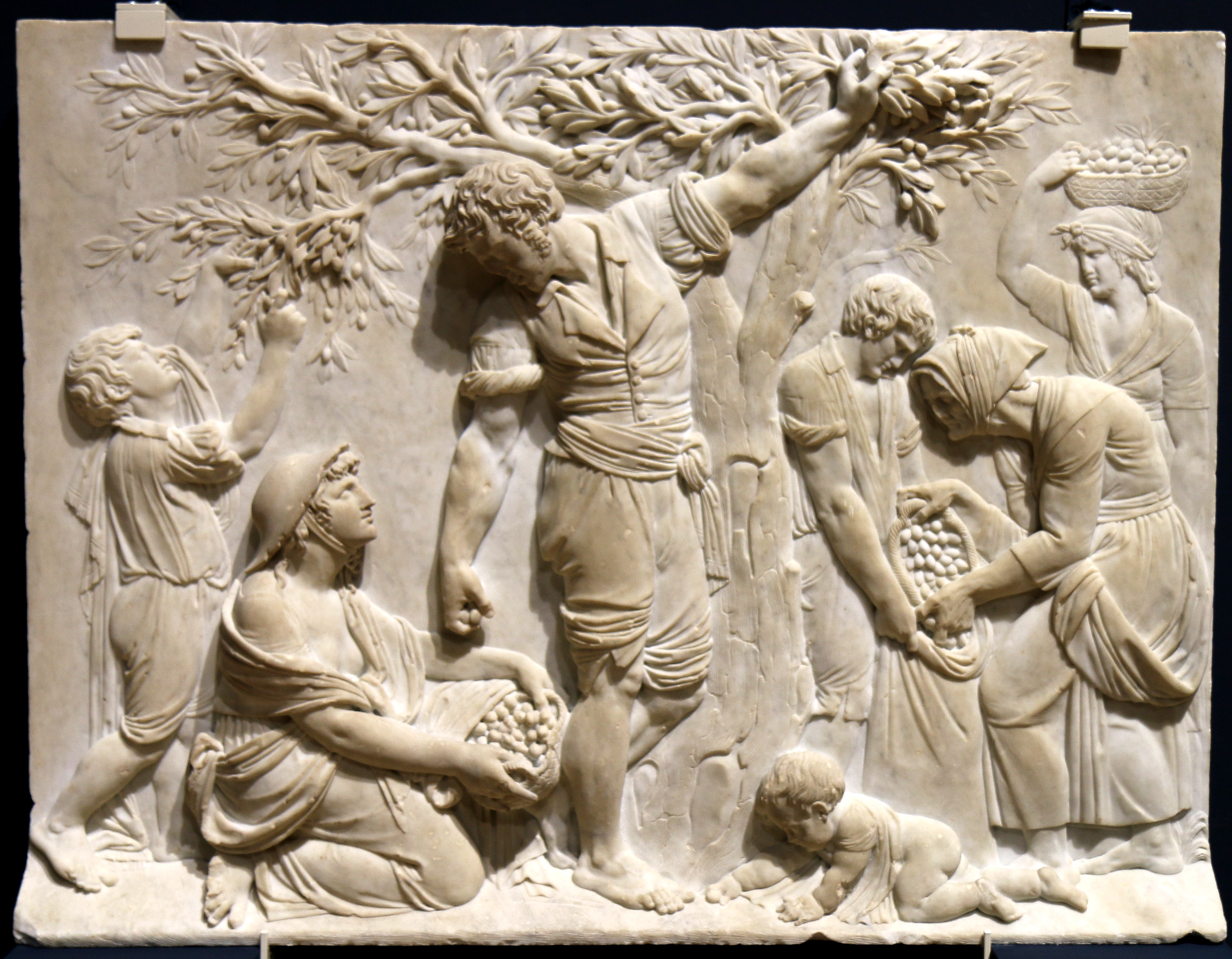
La Cueillette des olives, musée des beaux-arts de Marseille.
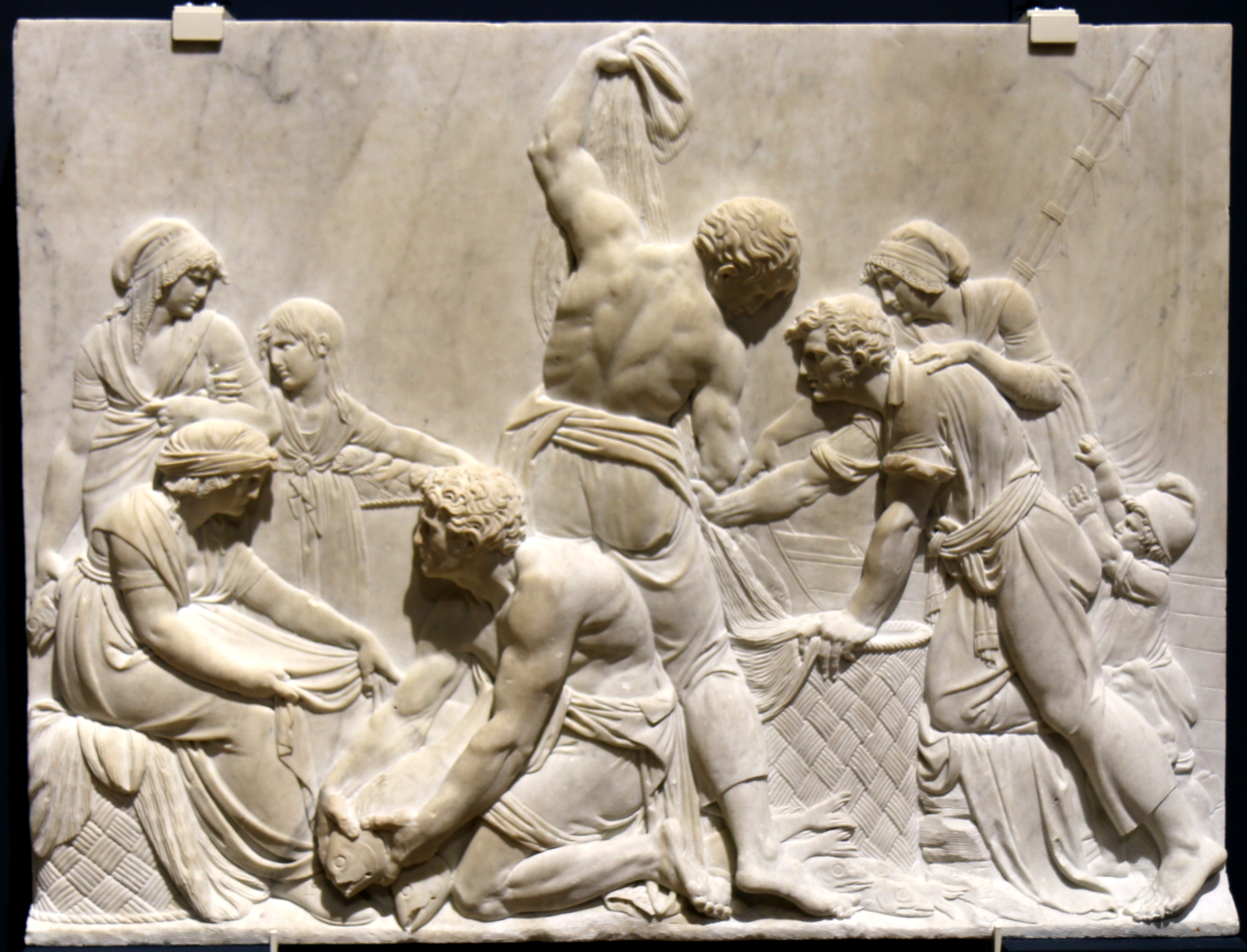
La Pêche, musée des beaux-arts de Marseille.
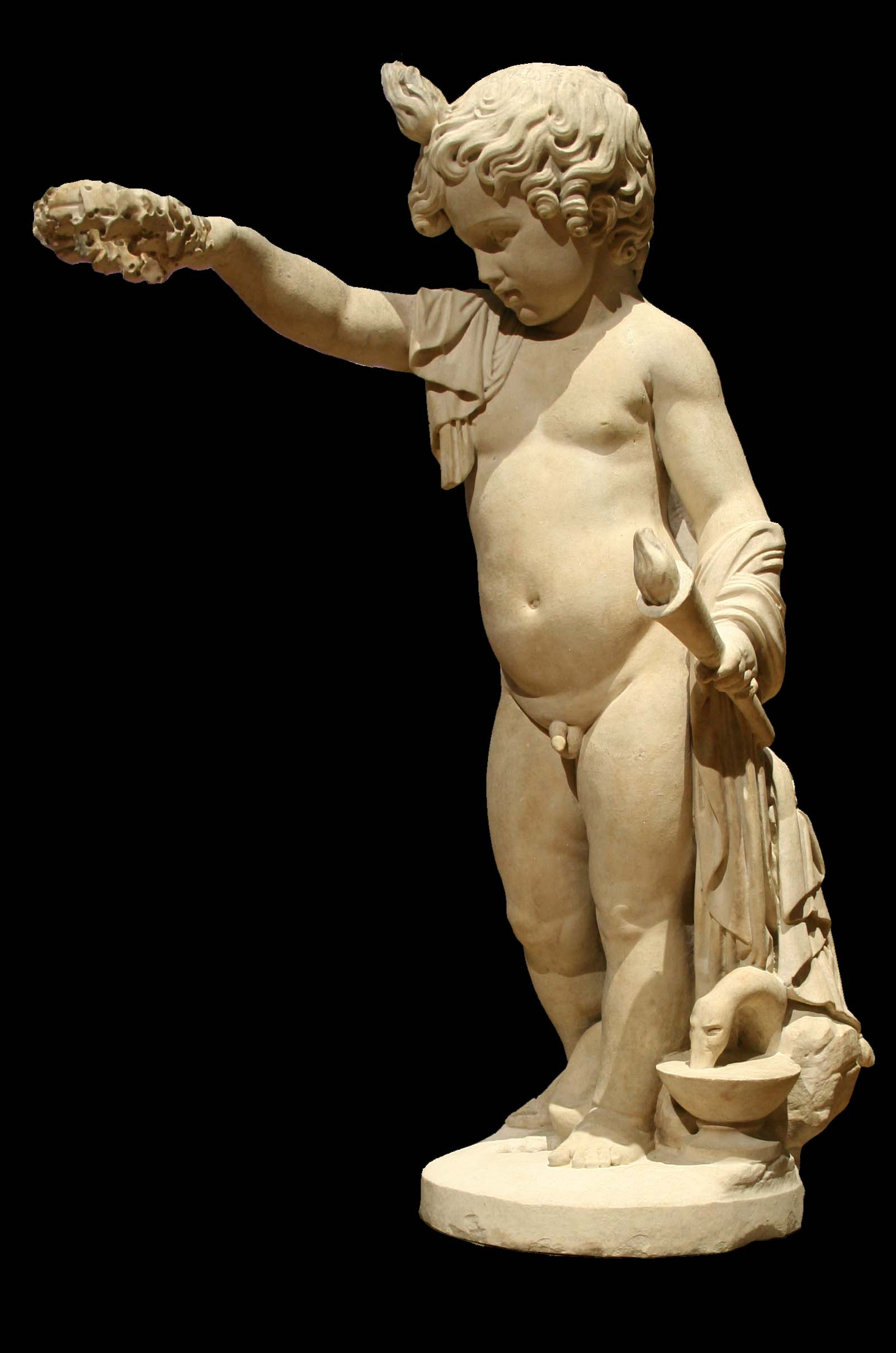
Le Génie de l'immortalité, marbre, musée des beaux-arts de Marseille.
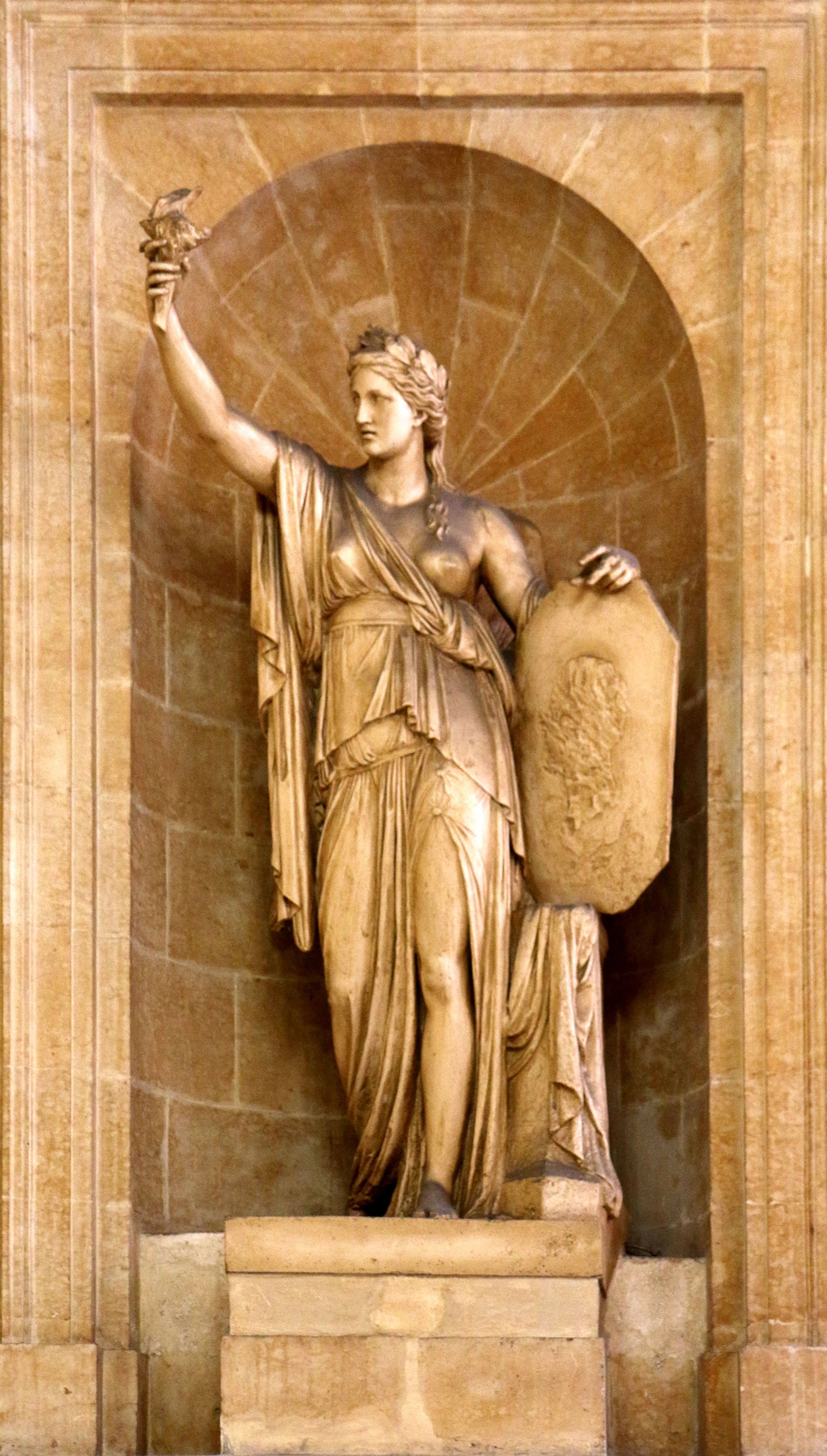
La paix victorieuse, escalier d'honneur de l'hôtel de ville de Marseille.
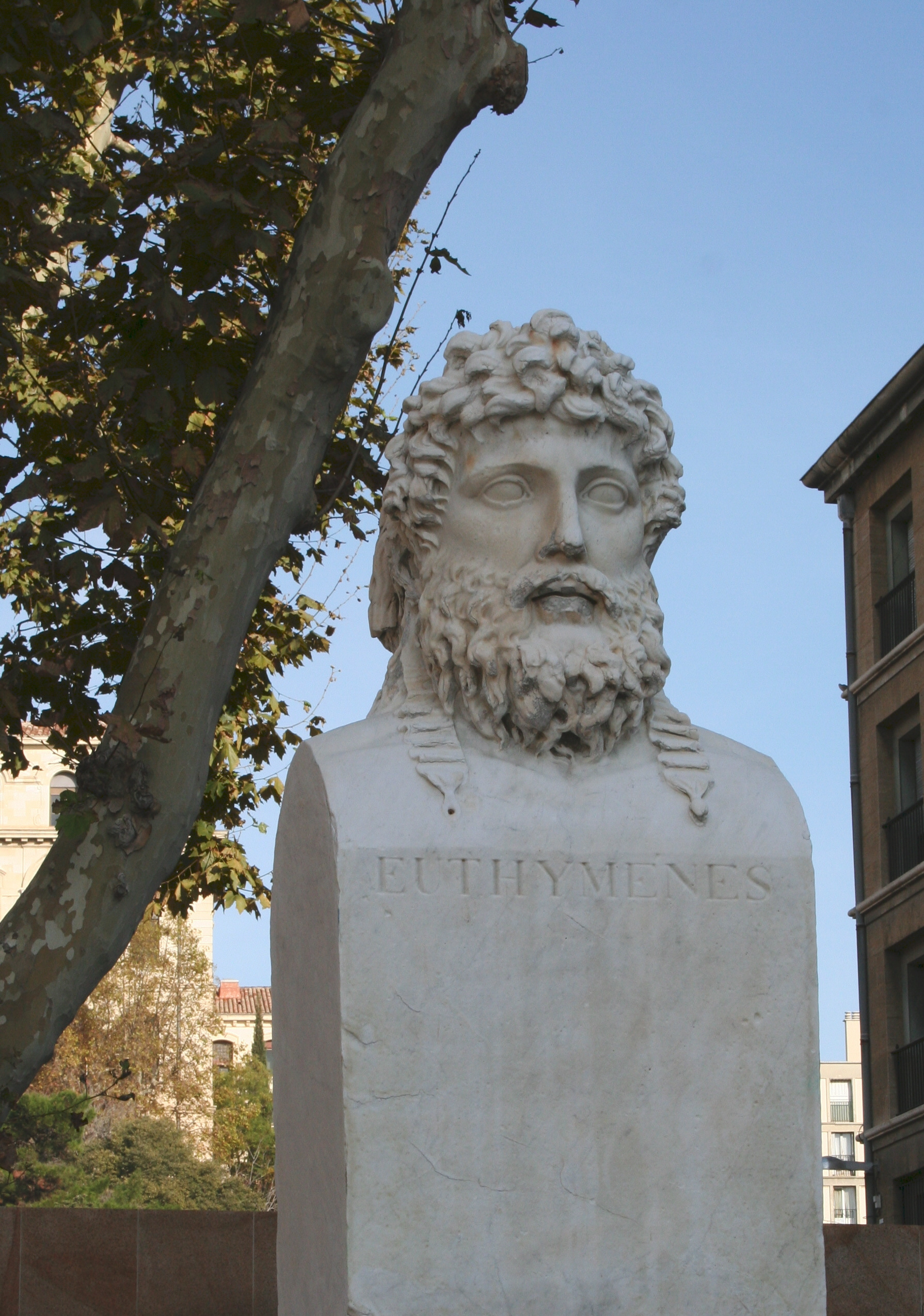
Pythéas et Euthymènes (détail), place Villeneuve-Bargemon à Marseille, achevé par Joseph Chinard en 1809.
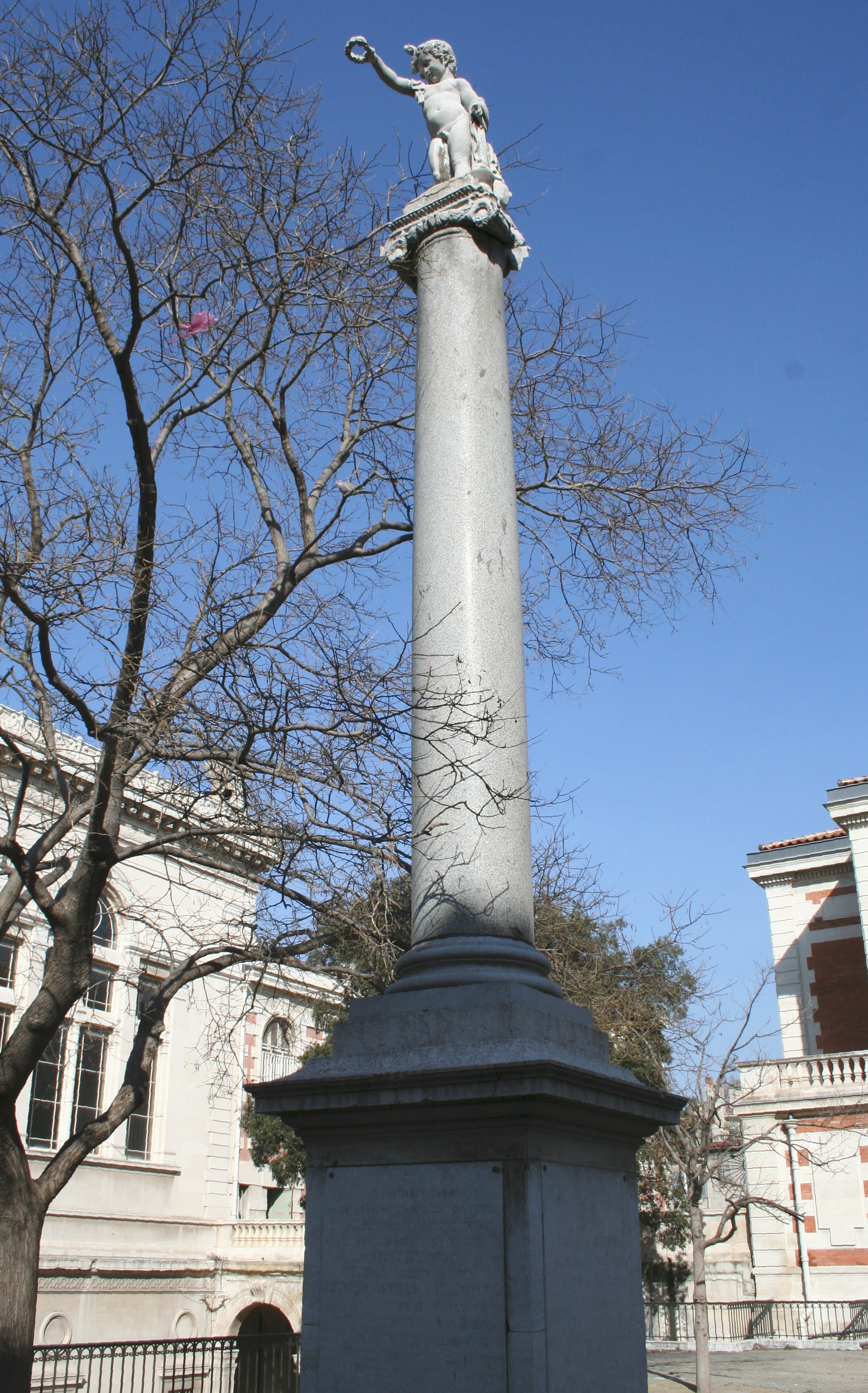
Colonne de la peste (1802), Marseille, jardin de la Bibliothèque.

## Œuvres
- Aix-en-Provence, 
  - hôtel de ville : Fauris de saint Vincent, ancien président du parlement de Provence, buste, terre cuite[8]
  - musée Granet :
    - Henri IV, plâtre
    - Le roi René, plâtre

- Marseille, 
  - musée des beaux-arts :

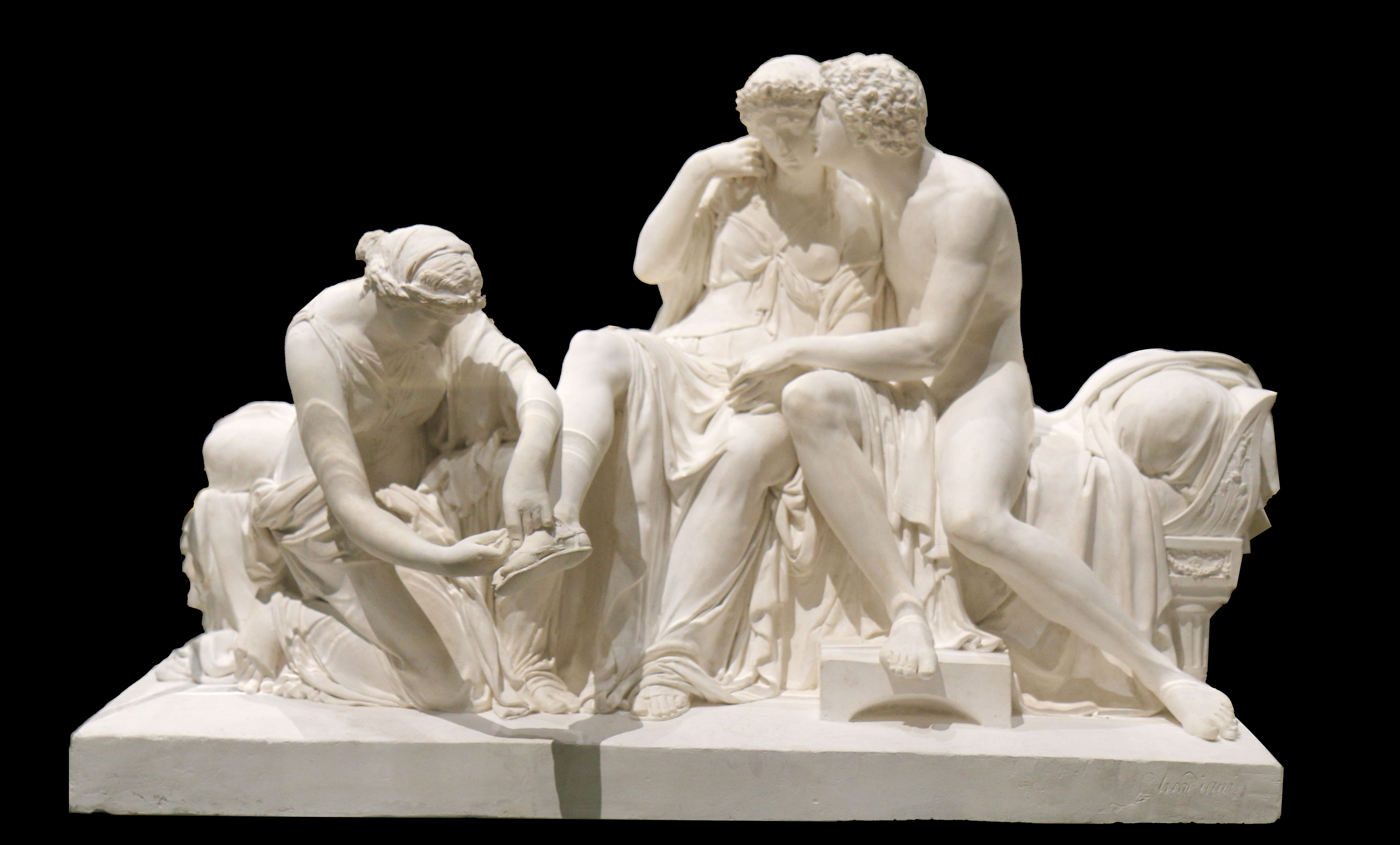
Le Mariage samnite, Musée des beaux-arts de Marseille

    - Le Mariage samnite, Salon de Marseille de l'an XI, plâtre[9] ;
    - Le Génie de l'immortalité, statue en marbre[10] ;
    - La Cueillette des olives, bas-relief en marbre[11] ;
    - La Pêche, bas-relief en marbre[12] ;
    - Napoléon Ier, buste en marbre[13] ;
    - Saint Roch, modèle en plâtre pour le fronton du bureau de la santé à Marseille[14].

  - Hôtel de ville : La Paix victorieuse[15]
- Paris, palais du Louvre :
  - Jupiter[16]
  - Junon[17]

## Hommage
Une avenue porte son nom dans le 11e arrondissement de Marseille.